# ISO 3166-2:SK
ISO 3166-2:SK es la entrada para Eslovaquia en ISO 3166-2, parte de los códigos de normalización ISO 3166 publicados por la Organización Internacional de Normalización (ISO), que define los códigos para los nombres de las principales subdivisiones (p.ej., provincias o estados) de todos los países codificados en ISO 3166-1.
En la actualidad, para Eslovaquia los códigos ISO 3166-2 se definen para 8 regiones (kraje).
Cada código consta de dos partes, separadas por un guion. La primera parte es SK, el código ISO 3166-1 alfa-2 para Eslovaquia. La segunda parte tiene dos letras.

## Códigos actuales
Los nombres de las subdivisiones se ordenan según el estándar ISO 3166-2 publicado por la Agencia de Mantenimiento ISO 3166 (ISO 3166/MA).
Pulsa sobre el botón en la cabecera para ordenar cada columna.
| Código | Nombre de la subdivisión (sk) | Nombre de la subdivisión (es) |
| ------ | ----------------------------- | ----------------------------- |
| SK-BC  | Banskobystrický kraj          | Banská Bystrica               |
| SK-BL  | Bratislavský kraj             | Bratislava                    |
| SK-KI  | Košický kraj                  | Košice                        |
| SK-NI  | Nitriansky kraj               | Nitra                         |
| SK-PV  | Prešovský kraj                | Prešov                        |
| SK-TC  | Trenčiansky kraj              | Trenčín                       |
| SK-TA  | Trnavský kraj                 | Trnava                        |
| SK-ZI  | Žilinský kraj                 | Žilina                        |